# Deuce 'n Domino
Deuce 'n Domino foi uma dupla (tag team) de wrestling profissional que consistia de Deuce Shade e Dice Domino, que tiveram como valet Cherry Pie pela maior parte da carreira e Maryse, por pouco tempo. A dupla lutou junta na World Wrestling Entertainment (WWE) e Ohio Valley Wrestling (OVW) de 2006 até 2008. Na OVW, Deuce 'n Domino, na época conhecidos como "The Throw-Backs" e depois como "The Untouchables", ganharam o OVW Southern Tag Team Championship em três ocasiões. Além disso, eles também ganharam o Deep South Wrestling Tag Team Championship.
Os estrearam no SmackDown! em janeiro de 2007, onde passaram a ser conhecidos como "Deuce 'n Domino." Três meses depois, Deuce 'n Domino ganharam o WWE Tag Team Championship. Após perder o título em agosto de 2007, os dois substituiram Cherry por Maryse, em maio de 2008. No mês seguinte eles se separaram após diversas derrotas. Deuce foi transferido para o Raw. No fim de 2008, Domino e Cherry foram demitidos. Deuce foi demitido em junho de 2009.

## História

### World Wrestling Entertainment

#### Ohio Valley Wrestling
Antes de formar uma dupla, ambos Deuce Shade e Dice Domino competiram individualmente, ocasionalmente um contra o outro, no território de desenvolvimento da World Wrestling Entertainment (WWE), Ohio Valley Wrestling (OVW). Em janeiro de 2006, Deuce e Domino formaram uma parceria, com a, na história, irmã de Domino, Cherry Pie, como manager. O trio adotou personagens de greasers da década de 50, passando a ser conhecidos como "The Throw-Backs".
Logo, eles passaram a ser conhecidos como "The Untouchables", abandonando os nomes Shade, Dice e Pie. A dupla se tornou Campeã de Sulistas de Duplas OVW após Deuce derrotar The Miz em 19 de março de 2006 após o parceiro de Miz, Chris Cage, deixar a companhia, forçando Miz a defender o título sozinho. Eles perderam o título no mês seguinte para Roadkill e Kasey James em uma luta que também envolveu Kenny e Mikey do Spirit Squad.
O grupo logo começou uma rivalidade com CM Punk e Seth Skyfire, o que incluiu os Untouchables ganhando o título de duplas em 2 de agosto de 2006. Os Untouchables outra rivalidade com Sean Spears e Cody Runnels. Eles também conquistaram um título na Deep South Wrestling (DSW), o DSW Tag Team Championship em 5 de outubro de 2006. Eles perderam o título em 12 de outubro, para os Major Brothers. Eles também perderam o título da OVW para Spears e Runnels, o que levou Cherry a se juntar a novos campeões, os traindo depois em favor dos Untouchables. A dupla ganharia o título em outra ocasião, os perdendo depois para Spears e Runnels em uma Street Fight.

#### SmackDown!
A dupla foi promovida para o SmackDown! em janeiro de 2007, tendo o nome mudado para "Deuce 'n Domino." Eles continuaram interpretando os personagens dos anos 50, fazendo sua entrada em um carro antigo. Deuce 'n Domino ganharam sua luta de estreia contra dois lutadores locais.

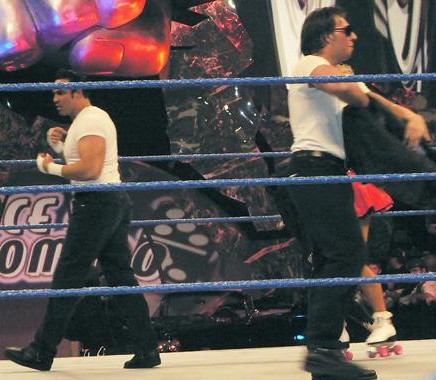
Deuce (esquerda) e Domino.

No SmackDown! de 2 de fevereiro, eles derrotaram os então-Campeões de Duplas da WWE Paul London e Brian Kendrick em uma luta sem o título em jogo. Deuce 'n Domino enfrentaram London e Kendrick em uma luta pelo WWE Tag Team Championship no No Way Out, mas foram derrotados. No SmackDown! de 20 de abril, eles derrotaram London e Kendrick para conquistar o título. Três semanas depois, London e Kendrick competiram contra Blue Bloods (William Regal e Dave Taylor). Deuce 'n Domino atacaram Kendrick e London durante a luta, causando uma desqualificação contra Regal e Taylor. No mês seguinte, Deuce 'n Domino defenderam o título contra os dois outros times.
No Vengeance: Night of Champions, após insultar os ex-campeões de duplas Tony Garea e Rick Martel, Deuce 'n Domino derrotaram Sgt. Slaughter e "Superfly" Jimmy Snuka para manter o título. Durante uma luta contra Cryme Tyme (Shad Gaspard e JTG), Domino lesionou o nariz e um olho, deixando as lutas por um mês.
Deuce n' Domino começaram, mais tarde, uma rivalidade com Batista e Ric Flair. No SmackDown! de 31 de agosto, eles perderam o título para Matt Hardy e Montel Vontavious Porter (MVP). Durante os últimos meses de 2007, eles continuaram a rivalidade com Hardy e MVP, com Jimmy Wang Yang e Shannon Moore, Jesse e Festus, e Finlay e Hornswoggle. No WrestleMania XXIV, os dois participaram de uma Battle Royal de 24 lutadores, mas não ganharam.

### Separação
Em 23 de maio, no SmackDown, Deuce 'n Domino substituíram Cherry por Maryse. Após serem derrotados por Jesse e Festus no SmackDown de 20 de junho de 2008, Deuce e Domino começaram uma briga, com Deuce atacando Domino. Deuce terminou jogando sua jaqueta de couro em domino, acabando a parceria. Durante o Draft Suplementar de 2008, Deuce foi transferido para o Raw. Domino, então, passou a ser derrotada em diversas lutas. Em agosto de 2008, Domino e Cherry foram demitidos. No ano seguinte, Deuce também foi demitido.

## No wrestling
- Movimentos de finalização
  - Crack 'em in da Mouth[37] (Running low angle big boot por Deuce em um oponente sentado, normalmente após um snapmare por Domino)
  - Combinação de Cutter (Deuce) / diving double axe handle (Domino) – início de 2007[1]
  - West Side Stomp (Combinação de Bear Hug (Domino) / Jumping hook kick (Deuce))[1]
- Managers
  - Cherry[38]
  - Maryse
- Temas de entrada
  - "I'm All About Cool" por Jim Johnston[39]

## Títulos e prêmios
- Deep South Wrestling
  - Deep South Tag Team Championship (1 vez)[5]
- Ohio Valley Wrestling
  - OVW Southern Tag Team Championship (3 vezes)[40]
- World Wrestling Entertainment
  - WWE Tag Team Championship (1 vez)[41]